# 그러먼 F-14 톰캣
그루먼 F-14 톰캣은 미국 해군의 초음속, 쌍발엔진, 가변익, 2인승 전투기이다. 톰캣의 주요 임무는 제공권 확보, 함대 대공 방어, 지상 목표물에 대한 정밀 폭격이다. 다양한 속도와 고도에서 최적의 기체 성능과 양력, 항력을 조절하기 위해 '가변익'을 채택했다. 저고도에서 전투를 벌일 때는 날개를 펼쳐서 양력을 최대한 확보하여 기동력을 유지할 수 있고 고고도 급가속으로 기동할 때는 날개를 접고 삼각익으로 변신해서 AN/AWG9 레이다로 24개의 적기를 추적, 그중에서 6기를 골라 피닉스 장거리 공대공 미사일을 동시에 발사한다. 함대 장거리 방공용으로 저고도, 중고도, 고고도에 이르는 모든 다양한 적, 즉 항공기 뿐 아니라 각종 대함 미사일까지 대적할 수 있었다.

## 개발

### 배경
1950년대말이 되자 미국 해군은 소련의 제트 폭격기나 잠수함에서 발사되는 장거리 대함 미사일에 대항하기 위해 항공모함 전투 전대를 지켜줄 내구성을 갖춘 장거리 요격기가 절실히 필요했다. 미 해군은 적 폭격기나 미사일을 요격하기 위해 강력한 성능의 레이다와 F-4 팬텀II보다 긴 미사일 사거리를 가진 함대 공중 방어 전투기를 개발하게 되었다.

## 운용 국가
- 미국 - USN (F-14D) 퇴역
- 이란 - IRIAF (F-14A) 50대

### 미 해군 소속 운용편대

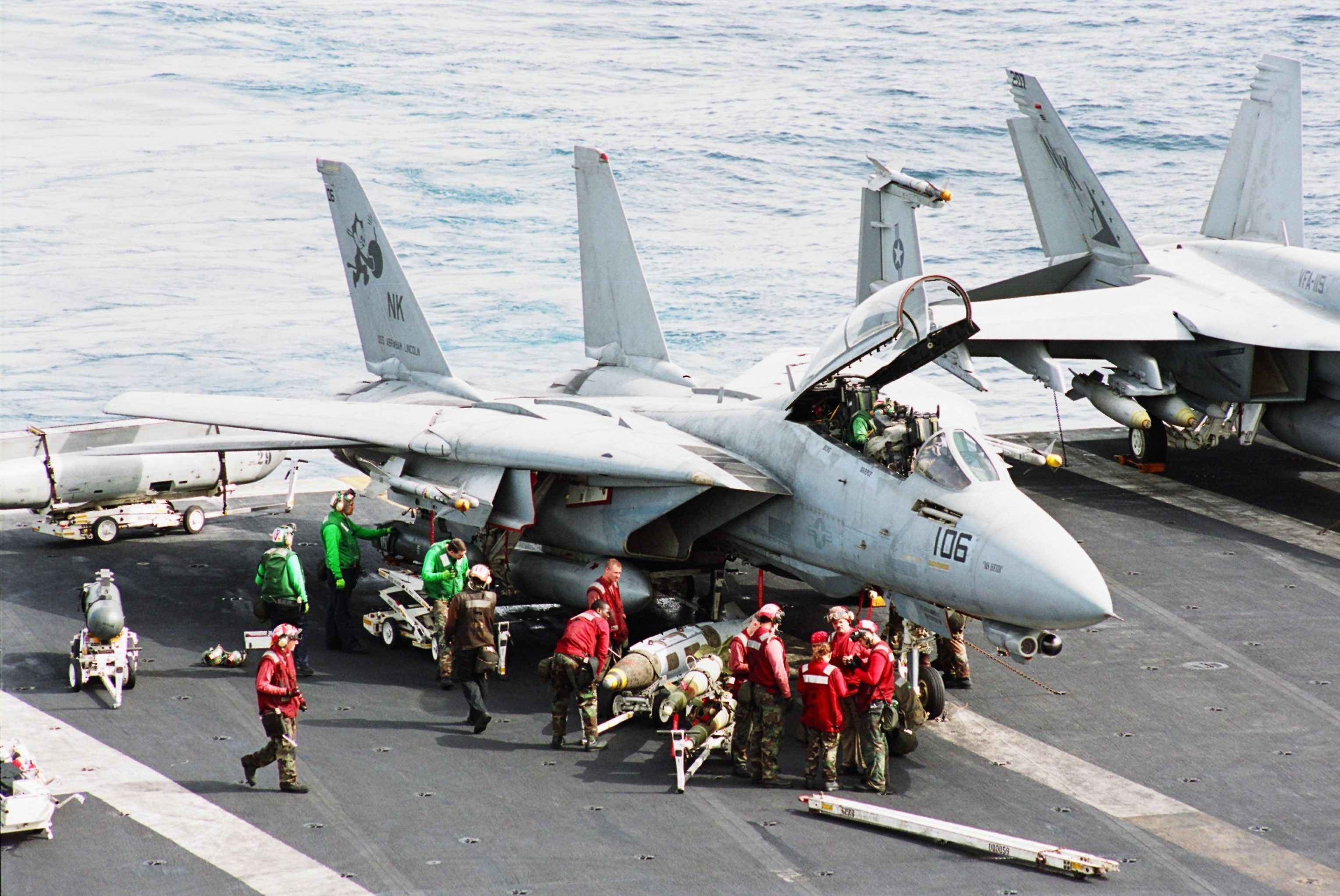
"이라크의 자유" 작전을 위해 미항공모함 USS 에이브러햄 링컨호에서 해군 장병들이 F-14 톰캣의 출격을 준비 중이다.

비행대대(Squadron)는 보통 12대에서 24대의 비행기로 구성된다.
| 부대 번호 | 별칭               | 비고                                                               |
| VF-1      | 울프팩             | 1993년 9월 30일 해산                                               |
| VF-2      | 바운티 헌터스      | 2003년 7월 1일 자로 F/A-18E로 기종 전환 후 VFA-2로 개편            |
| VF-11     | 레드 리퍼스        | 2005년 5월에 F/A-18F로 기종 전환 후 VFA-11로 개편                  |
| VF-14     | 탑해터스           | 2001년 12월 1일 자로 F/A-18E로 기종 전환 후 VFA-14로 개편          |
| VF-21     | 프리랜서           | 1996년 1월 31일 해산                                               |
| VF-24     | 파이팅 레니게이드  | 1996년 8월 20일 해산                                               |
| VF-31     | 톰캐터             | 현역 편대, 2006년 9월에 F/A-18E로 기종 전환 후 VFA-31로 개편 예정  |
| VF-32     | 소드맨             | 2005년 10월 1일 F/A-18F로 기종 전환 후 VFA-32로 개편               |
| VF-33     | 스타파이터         | 1993년 10월 1일 해산                                               |
| VF-41     | 블랙에이스         | 2001년 12월 1일 F/A-18F로 기종 전환 후 VFA-41로 개편               |
| VF-51     | 스크리밍 이글스    | 1995년 3월 31일 해산                                               |
| VF-74     | 베드데빌스         | 1994년 4월 30일 해산                                               |
| VF-84     | 졸리로저스         | 1995년 10월 1일 해산                                               |
| VF-101    | 그림 리퍼          | 2005년 9월 15일 해산                                               |
| VF-102    | 다이아몬드백       | 2002년 5월 1일 F/A-18F로 기종 전환 후 VFA-102로 개편               |
| VF-103    | 슬러거/졸리 로저스 | 2002년 5월 1일 F/A-18F로 기종 전환 후 VFA-103로 개편               |
| VF-111    | 선다우너           | 1995년 3월 31일 해산                                               |
| VF-114    | 아드바크           | 1993년 4월 30일 해산                                               |
| VF-124    | 건파이터           | 1994년 9월 30일 해산                                               |
| VF-142    | 고스트라이더       | 1995년 4월 30일 해산                                               |
| VF-143    | 퍼킨 독스          | 2005년 초에 F/A-18E로 기종 전환 후 VFA-143로 개편                  |
| VF-154    | 블랙나이츠         | 2003년 10월 1일 F/A-18F로 기종 전환 후 VFA-154로 개편              |
| VF-191    | 악마의 새끼        | 1988년 4월 30일 해산                                               |
| VF-194    | 레드 라이트닝      | 1988년 4월 30일 해산                                               |
| VF-201    | 헌터스             | 1999년 1월 1일 F/A-18A로 기종 전환 후 VFA-201으로 재편             |
| VF-202    | 슈퍼히트           | 1999년 12월 31일 해산)                                             |
| VF-211    | 파이팅 체크메이트  | 2004년 10월 1일 F/A-18F로 기종 전환 후 VFA-211로 개편              |
| VF-213    | 블랙 라이온        | 현역 편대; 2006년 5월에 F/A-18F로 기종 전환 후 VFA-213로 개편 예정 |
| VF-301    | 데빌스 디서플      | 1994년 12월 31일 해산                                              |
| VF-302    | 스탤리온           | 1994년 12월 31일 해산                                              |
| VX-4      | 이벨루에이터       | 1994년 9월 30일 해산                                               |
| VX-9      | 뱀파이어           | 현재 F/A-18C/D/E/F, EA-6B, AV-8B AH-1 운용 중)                     |

### 이란 공군(IRIAF) 비행대대
F14의 주요 부품을 역설계한 이란 공군용 버전 IRIAF F-14A Ali-Cat 운용 중
- 82 TFS
- 83 TFS

## 제원 (F-14D: 슈퍼톰캣)
일반 특성
- 조종사: 2 (조종사, 항법사)

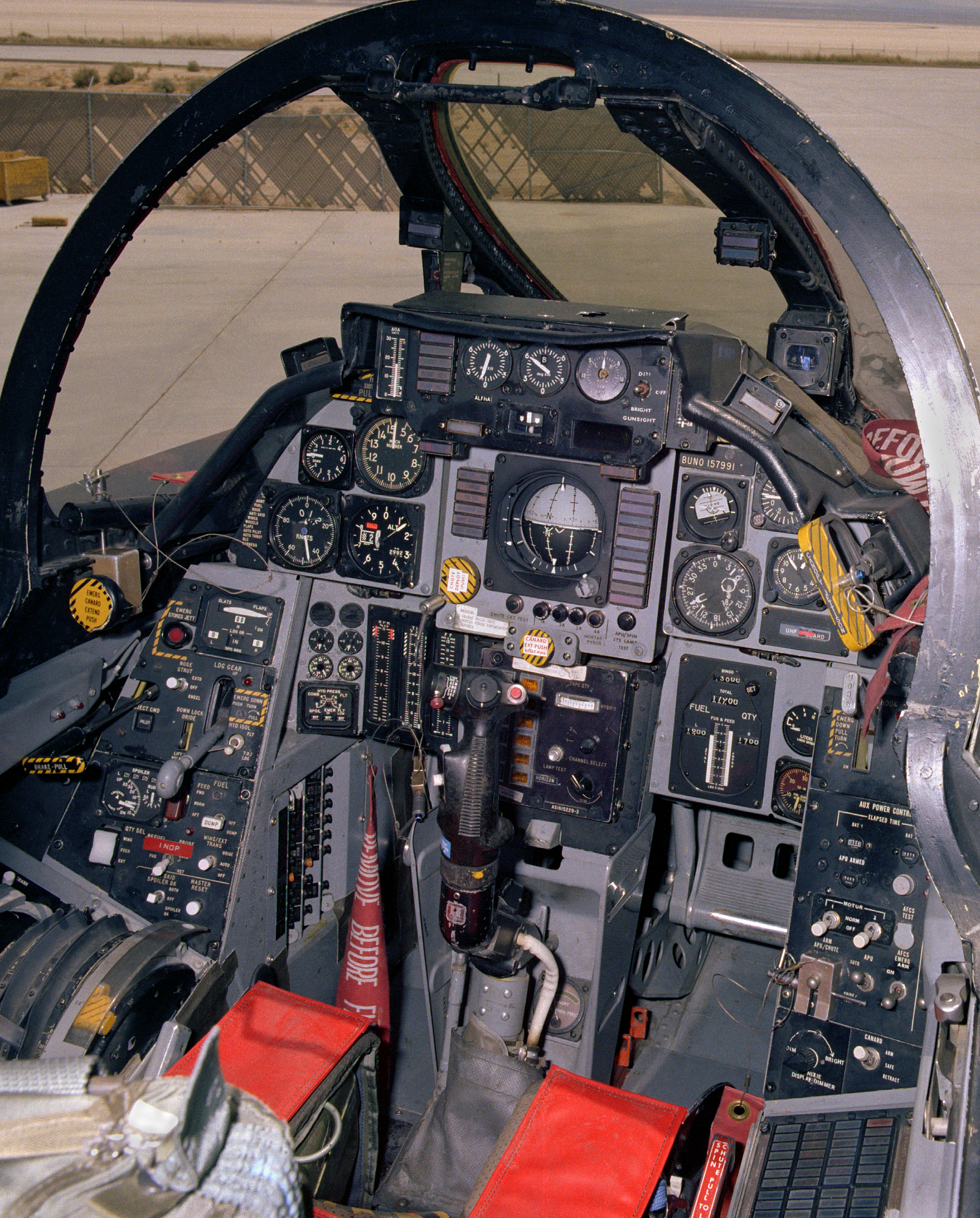
F-14A의 조종석

- 길이: 61 ft 9 in (18.6 m)
- 폭: 펼쳤을 때 19 m, 접었을 때 11.4 m
- 높이: 4.8 m
- 날개 면적: 54.5 m²
- 최대이륙중량: 72,900 lb (32,805 kg)
- 엔진:
  - F-14A: 2x 프랫 앤 휘트니 TF-30P-414A 터보팬, 각 15,285 lbf (68 kN), 애프터버너 사용시 20,900 lbf (93 kN)
  - F-14B/D: 2x 제네럴 일렉트릭 F110-GE-400 터보팬, 각 16,610 lbf (74 kN), 애프터버너 사용시 27,000 lbf (120 kN)
- 레이다: AN/AWG-9(F-14A/B), AN/APG-71(F-14D)

성능
- 최고속도: 1,544 mph (2,485 km/h) 마하 2.34
- 항속거리: 1,800 마일 (3,000 km)
- 전투행동반경: 580 마일  (930 km)
- 실용상승한도: 50,000+ ft (15,000+ m)
- 상승속도: F-14A: 30,000 ft/분 (9,145 m/분); F-14B/D: 45,000+ ft/분 (13715+ m/분)
- 날개 하중: 113.4 lb/ft² (553.9 kg/m²)
- 추진/중량: F-14A: 0.72 lbf/lb (7.1 N/kg)

무장
- 13,000 lb (5,900 kg)의 무장 적재;
  - 기관포: 1x M61 벌컨 20 mm
  - 미사일: AIM-54 피닉스, AIM-7 스패로우, AIM-9 사이드와인더 공대공 미사일
  - 무장배치:
    - 2x AIM-9 + 6x AIM-54
    - 2x AIM-9 + 2x AIM-54 + 3x AIM-7
    - 2x AIM-9 + 4x AIM-54 + 2x AIM-7
    - 2x AIM-9 + 6x AIM-7
    - 4x AIM-9 + 4x AIM-54
    - 4x AIM-9 + 4x AIM-7

  - 폭탄: GBU-10, GBU-12, GBU-16, GBU-24, 페이브웨이 I/II/III LGB, GBU-31, GBU-38 JDAM, Mk 20 록아이, Mk-82, Mk-83, Mk-84

## F-14의 실전

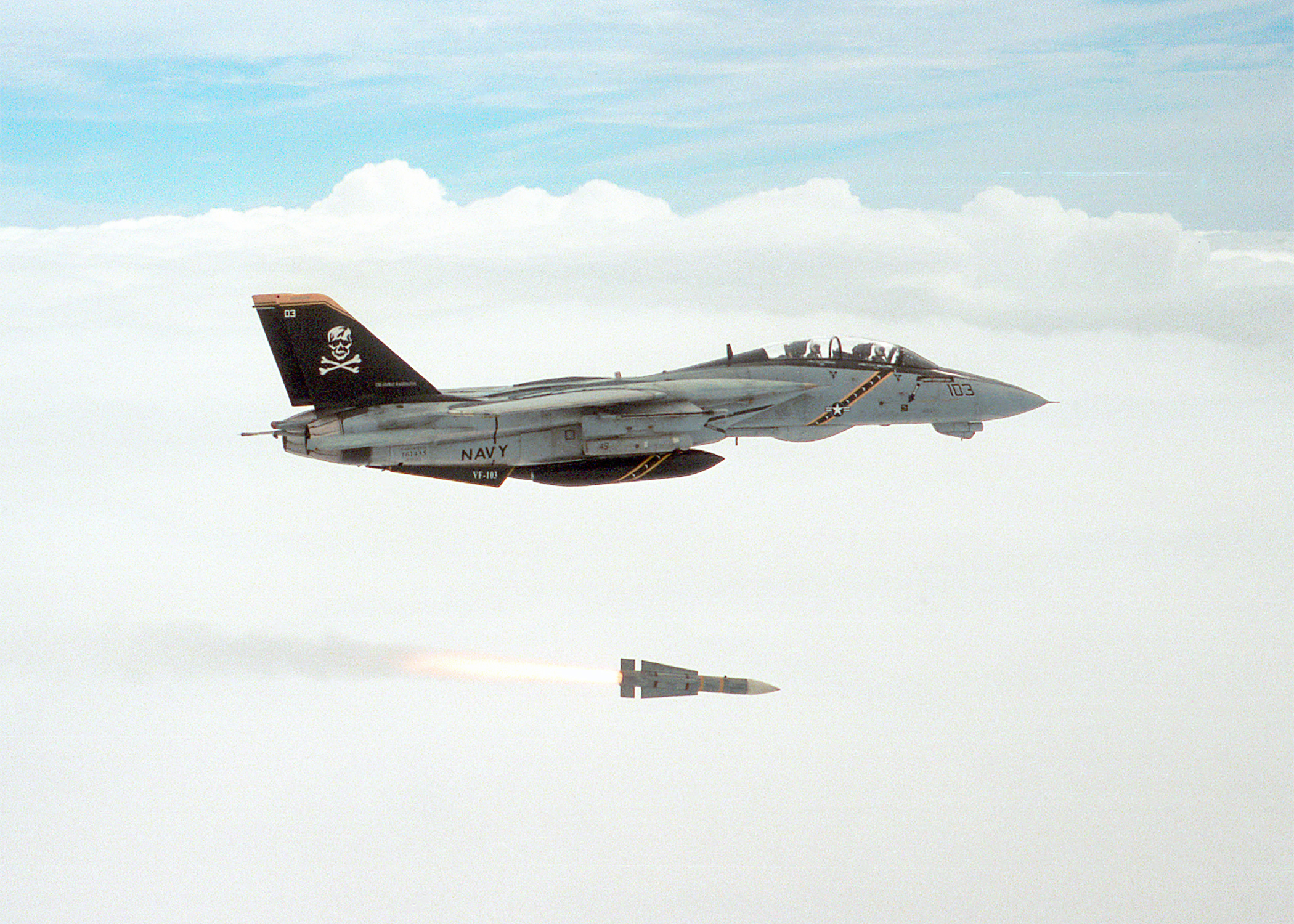
훈련중인 F-14에서 AIM-54 피닉스 장거리 공대공 미사일이 발사되고 있다.

## 대중 매체
영화 《탑건》에서 주인공의 기체로 출연한다. 당시 미국 해군에서 새 전투기를 실험하기 위해 영화 참가를 허락했다.

## 같이 보기
연관 개발:
F-111B
비교 기종:
제식명칭 시리즈
F-10 -
F-11 -
YF-12 -
F-13 (never assigned) -
F-14 -
F-15 -
F-16 -
YF-17
더 보기:
- 미국의 군용 항공기 목록
- 전투기 목록